# Eva Colombo

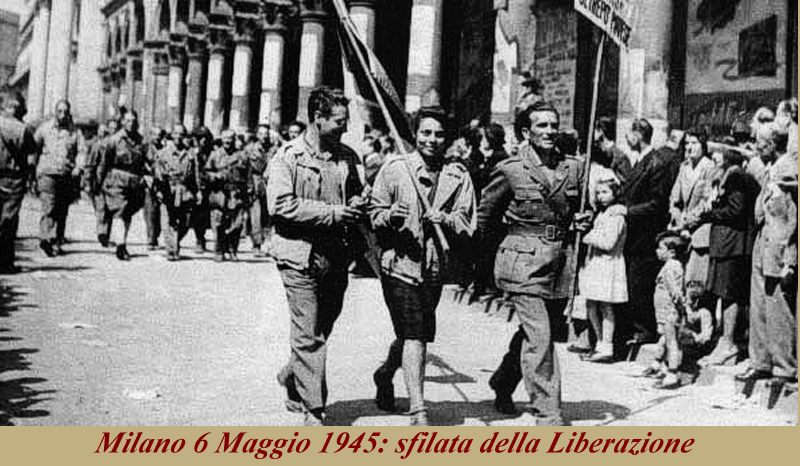
Eva Colombo, al centro con la bandiera del Comando dell'Oltrepò Pavese, durante la manifestazione del 6 maggio 1945 a Milano

Eva Colombo (Parabiago, 24 luglio 1916 – Agrate Brianza, 24 novembre 2004) è stata una partigiana italiana.

## Biografia
Figlia di Emilio Tranquillo e Adele Magni. Il padre Emilio (1886-1966), meglio conosciuto con lo pseudonimo di Filopanti, ferroviere anarco sindacalista fu, sin dalla prima ora, fiero oppositore del Fascismo. Al momento dell'occupazione Tedesca aderisce alla Resistenza con una prima esperienza nei GAP per poi trasferirsi nell’Ossola dove parteciperà ai più sanguinosi combattimenti contro i nazi-fascisti e dove rivestirà, nel breve periodo della Repubblica partigiana dell'Ossola 10 settembre - 23 ottobre 1944, la carica di Capo della Polizia. Nel dopoguerra diverrà funzionario del PCI e prenderà parte nel Novarese alle lotte bracciantili di cui sarà la testa.
Sarà Emilio, abbandonato dalla moglie nel 1926, ad occuparsi di Eva e degli altri due figli. Tuttavia, il suo spirito ribelle e le sue idee politiche lo condussero più volte ad essere licenziato ed arrestato. Costretto a continui spostamenti, morirà nel 1966 all'Ospedale Sant'Anna di Como. Eva vive quindi una giovinezza ricca di tribolazioni e l'influenza di una personalità paterna così marcata segnerà inevitabilmente la sua educazione. Compie studi modesti - scuola complementare - e vivrà con il padre e i fratelli sino al 1937 quando incontra Jonio Salerno che sposerà nel 1939. Nello stesso anno Jonio verrà richiamato nell'esercito ove rimarrà sino all'autunno del '40 quando, su richiesta dell’azienda bellica per la quale aveva già lavorato, verrà fatto rientrare in servizio e trasferito a Firenze seguito da Eva.
Nell'autunno del 1941 Jonio è di nuovo richiamato nell'esercito. Eva resterà invece a Firenze sino al 25 luglio del 1943 quando si trasferirà a Milano presso la madre del marito, fervente antifascista la cui casa costituiva un punto di ritrovo ed un florido consesso di discussioni per tutti gli oppositori, milanesi e non, del regime. È in questo periodo milanese che Eva riallaccia i contatti con il padre che, dopo l'8 settembre, quale militante del PCI cui aveva aderito, era entrato in contatto con la nascente Resistenza partecipando alle prime azioni delle formazioni GAP. Padre e figlia discutono della volontà di Eva di entrare a sua volta nella Resistenza. Il padre le prospetta i rischi. Insieme rompono gli indugi ed Eva prende contatto con i gruppi organizzati del PCI impegnati nella lotta al nazi-fascismo.

Nei primi mesi del 1944 Eva, nome di battaglia "Susi", inizia la sua attività di staffetta partigiana di collegamento tra Milano e le formazioni Partigiane della Valtellina ed è alla fine dell’estate dello stesso anno che durante una delle sue missioni verrà arrestata e quindi condotta e rinchiusa nel carcere di Sondrio, dove subirà pesanti percosse e sevizie. Verrà trasferita nel carcere di Como dove le verrà riservato il medesimo atroce trattamento per poi essere definitivamente tradotta a San Vittore a Milano nel braccio gestito dai Tedeschi la cui destinazione finale si risolveva nella fucilazione o nell'internamento nei campi di concentramento tedeschi. È qui che Eva conoscerà la compagna Partigiana “Sandra” Onorina Brambilla detta Nori moglie Giovanni Pesce, medaglia d'Oro al valor militare. In questo stesso periodo il Comando dei Partigiani dell'Oltrepò Pavese ed il Comando di Piazza Tedesco intrecciano trattative per uno scambio di prigionieri. Eva rientra nello scambio e viene liberata nei primi giorni di novembre, passando attraverso il Carcere di Novi Ligure ove venne consegnata al Comando stesso, in cambio del rilascio di due fascisti e di un ufficiale tedesco.

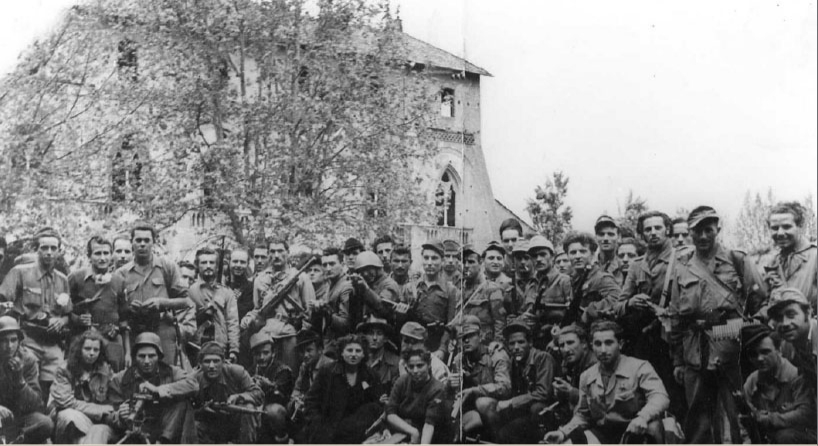
Eva Colombo, in basso al centro, accanto all'amica e staffetta partigiana Dina Croce.

Da allora la sua storia si intreccia con la resistenza dell'Oltrepò (e con la valorosa amica di una vita Dina Croce) cui si aggrega agli inizi di novembre, giusto in tempo per subire gli effetti del grande rastrellamento messo in atto dai nazi-fascisti (23 novembre) che per tutto il mese successivo provocò il quasi totale blocco delle attività partigiane. Eva, rintanandosi per molti giorni nelle “buche”, trovò scampo e riuscì a sfuggire all’atroce rastrellamento. Tante sono le testimonianze ed i riscontri storici dell'importanza dell'attività svolta da Eva, la ragazza coraggiosa che assomiglia a una bella indiana d’America (cit. Paolo Murialdi), nell’Oltrepò Pavese. Eva, infatti, collaborerà sino all'insurrezione finale dell’aprile 1945 fungendo da collegamento tra il Comando unificato dell’Oltrepò acquartierato a Zavattarello e il CLNAI di Milano ed accompagnando su e giù tra Milano e l’Oltrepò il partigiano Riccardo.
È proprio con il Comando unificato dell’Oltrepò di stanza a Zavattarello alla guida delle 4 Divisioni sotto il comando dapprima di Domenico Mezzadra -l’Americano- e successivamente di Italo Pietra –Edoardo- che Eva nei giorni dell’insurrezione scende in pianura. Il gruppo Partigiano liberata Voghera, Broni, Casteggio e Stradella entrerà a Pavia nella giornata del 25 aprile, "anche il comando di 2 000 partigiani va a piedi. Siamo circa 15 uomini e 2 staffette, Susi e Dina" (cit. Paolo Murialdi). Il gruppo trascorrerà la notte del 25 aprile al castello di Pavia e ripartirà nel tardo pomeriggio del giorno successivo alla volta di Milano dove sarà la prima divisione in assoluto a fare la propria entrata in città. In questa occasione insieme ad Eva ritroviamo anche i Partigiani Edoardo e Riccardo. Quest’ultimo, agli ordini di Walter Audisio "Valerio", si recherà a Dongo e nella giornata del 28 aprile prenderà parte alla fucilazione dei gerarchi fascisti.
Eva sfilerà a Milano nella grande manifestazione del 6 maggio del 1945 e sarà proprio lei la porta bandiera della formazione Partigiana dell'Oltrepò Pavese, così come attestato da una fotografia scattata in quell'occasione. Eva ritroverà quindi Jonio, che dopo l’8 settembre 1943 era entrato come volontario nel Corpo Italiano di Liberazione partecipando assieme agli alleati alla liberazione dell'Italia risalendo dal sud, testimonia che entrando in Bologna, dopo la liberazione della città avvenuta il 21 aprile, sente cantare alla radio la canzone Partigiana Fischia il vento. La voce gli rimane impressa. Scoprirà poi il motivo: la canzone non era stata infatti intonata da una vera cantante. Ad intonarla fu la sua Eva che partecipò all'occupazione degli studi EIAR di Milano. È bene ricordare che la voce narrante in quelle stesse prime trasmissioni della Milano liberata era quella di Enzo Biagi. Nella seconda metà di maggio, Eva verrà smobilitata ed uscirà dai ranghi delle formazioni Partigiane. Dopo la Liberazione lavorerà dapprima come segretaria al CLNAI a Milano e successivamente nell'ANPI Provinciale e Nazionale.
Presterà in seguito servizio come segretaria alle Cooperative regionali e sarà attiva politicamente nel PCI-zona Città Studi. Nel 1995 si trasferisce con Jonio ad Agrate Brianza. Qui morirà il 25 novembre 2004, ove riposa nel locale camposanto.